# Station Mont-de-Marsan
Station Mont-de-Marsan is een spoorwegstation in de Franse stad Mont-de-Marsan.